# Permokarbonische Vereisung
Die permokarbonische Vereisung oder permokarbonische Eiszeit, veraltet auch Karoo-Eiszeit, war ein Eiszeitalter, das im späten Paläozoikum, vom frühen Karbon (der Stufe des Viséum) bis zum späten Perm (Stufe des Capitanium, eventuell des frühesten Wuchiapingium) über gut 70 Millionen Jahre, grob von etwa 335 bis etwa 260 Millionen Jahren vor heute, andauerte. Wie das (derzeit noch andauernde) känozoische Eiszeitalter handelte es sich nicht um eine durchgehende Vereisung, sondern eher um eine Abfolge von Eiszeiten und Warmzeiten. Im Gegensatz zu diesem war die Vereisung aber beinahe ausschließlich auf die Südhalbkugel mit dem großen Südkontinent Gondwana beschränkt; Hinweise auf Vereisungen in der Nordpolarregion abseits von Meereisdecken sind unsicher und umstritten sowie auf vergleichsweise kurze Zeitspannen begrenzt. Sowohl für den Beginn des Eiszeitalters wie auch für dessen Ende sind die Gründe noch nicht völlig geklärt.
Die permokarbonische Vereisung war eines der sieben nachgewiesenen Eiszeitalter der Erdgeschichte. Ihm voraus ging das relativ kurze ordovizische Eiszeitalter (auch Hirnantische Eiszeit genannt). Nach seinem Ende war die Erde bis zum Beginn des känozoischen Eiszeitalters eisfrei.

## Abfolge
Während ältere Theorien noch von einem ausgedehnten, fast durchgehenden Eisschild auf Gondwana ausgingen, ist heute klar, dass es sich beim permokarbonischen Eiszeitalter um eine Abfolge verschiedener Phasen ausgedehnter Vergletscherung handelte, bei denen jeweils verschiedene Regionen auf den heutigen Kontinenten Südamerika, Antarktika, Afrika und Australien in jeweils unterschiedlichem Umfang von Eis bedeckt waren. Teilweise waren nur höhere Gebirge vergletschert, teilweise reichten Eisschilde bis zu den Ozeanen, an die jeweils Meereisdecken anschlossen. Die gewaltige Landmasse von Gondwana war zu keinem Zeitpunkt überwiegend, oder gar vollständig, von Eis bedeckt. In Zeiten ausgedehnter Eisbedeckung sank der Meeresspiegel ab, da viel Wasser als Eis festgelegt war, um beim Abschmelzen wieder anzusteigen. Dies führte auch in Regionen weit abseits der Vereisung, in den damaligen Tropen, zu einer markanten Abfolge von marinen und festländischen Sedimenten, die als Zyklothemen bezeichnet werden. Die einzelnen Vereisungs-Episoden des Eiszeitalters dauerten jeweils etwa 1 Million Jahre, bis maximal etwa 8 Millionen Jahre, an. Dabei waren diese nicht immer synchron, Ausdehnung in einer Region konnte mit zurückweichenden Gletschern in einer anderen zeitgleich sein.
Die ältesten Hinweise auf beginnende Vereisung in Gondwana sind glaziale Sedimente im heutigen Bolivien, Peru und Brasilien, in Zentralafrika und zeitgleich im Appalachen-Becken in Nordamerika, die noch ins jüngste Devon gestellt werden könnten. Dabei handelte es sich wohl ausschließlich um Gebirgsgletscher. Es gibt Hinweise, dass Vereisungen gegen Ende des Frasnium und des Famennium jeweils mit Pulsen von verstärktem Aussterben von Tier- und Pflanzenarten verbunden waren. Gewöhnlich werden diese eher als Vorboten des eigentlichen Eiszeitalters aufgefasst. Der Geologe John Isbell mit Kollegen von der University of Wisconsin nahmen die Vereisung als „Glacial I“ als ersten Abschnitt der Vereisung auf, die ihrer Interpretation zufolge dann schon im Devon begonnen hätte. Diese könnte möglicherweise bis ins früheste Tournaisium angedauert haben.
Vom mittleren bis späten Viséum bis zum frühen Serpukhovium entwickelte sich eine ausgedehntere Eisdecke, die auch den Osten Gondwanas erreichte. In den folgenden etwa 15 Millionen Jahren bis ins mittlere Bashkirium blieb diese in einem frühen Maximum bestehen, wonach sie im Folgenden wieder etwas an Ausdehnung einbüßte, indem etwa in Ost-Australien und West- und Mittel-Argentinien die vergletscherte Region schrumpfte. Auch in dieser Zeit lassen sich allerdings zwei oder drei Perioden ausgedehnterer Vereisung unterscheiden, die von etwas weniger kalten Interglazialen unterbrochen waren. Während Ost- und Westaustralien, Argentinien und vermutlich die Karoo- und Kalahari-Becken Südafrikas sowie das Paraná-Becken in Brasilien wohl eisbedeckt waren, war Antarktika in dieser Periode wohl eisfrei. In der zweiten Phase war auch der Osten der heutigen Arabischen Halbinsel, und damit große Teile des Ostrands Gondwanas, vergletschert.
Die starke Ausdehnung der Gletscher könnte die Biodiversitäts-Krise am Ende des Serpukhovium (dies entspricht der Grenze zwischen Mississippium und Pennsylvanium in der traditionellen amerikanischen Chronologie, in der traditionellen europäischen fällt sie ins Namurium) ausgelöst haben. Es kam zu einem Massenaussterben mariner Arten, deren Artenzahl sich viele Millionen Jahre lang nicht mehr erholte. Gleichzeitig entsprach die Zeit der massiven Vereisung der maximalen Ausdehnung der Steinkohlenwälder der damaligen Tropen, im heutigen Nordamerika, Europa und Zentralasien, in der die weltweit größten Steinkohlenlagerstätten entstanden. Auf den Rückgang der Gletscher folgte im Kasimovium der Rückgang der kohlenbildenden tropischen Torfwälder, in denen in Nordamerika und Europa die vorher herrschenden Bärlappbäume der Ordnung Lepidodendrales (etwa die bekannte Gattung Lepidodendron) ausstarben. Vermutet wird, das Klima nicht nur wärmer, sondern auch trockener wurde, dem diese hoch spezialisierten Sumpfpflanzen nicht gewachsen waren.
Zu Beginn des Erdzeitalter des Perm begannen sich nach neun Millionen Jahren geschrumpfter Eisschilde die Gletscher Gondwanas erneut massiv auszudehnen, um im Cisuralium (Unterperm) ein vorher nicht gesehenes Maximum zu erreichen. Es bildeten sich zahlreiche Vereisungskerne in den Hochländern Gondwanas, von denen aus sich erneut Eisschilde ausdehnten. Während sich die tropischen Steinkohlenwälder Euramerikas nicht erholten, bildeten sich auf den damals getrennten großen nord- und südchinesischen Inselböcken von Cathaysia erneut ausgedehnte Torfwälder. Ob in dieser Zeit auch auf dem Nordkontinent Angara (im heutigen Sibirien) Inlandeisdecken auftraten, ist umstritten, zumindest waren ausgedehnte Meereisdecken vorhanden. Etwa in der Mitte des Sakmariums begannen die Gletscher erneut, und diesmal auf Dauer, zurückzuweichen. Letzte Eiskerne hielten sich in Ost-Gondwana, in Ostaustralien und dem heutigen Neuseeland bis vor etwa 260 Millionen Jahre ins Capitanium. Mit letzten Gebirgsgletschern in Ostaustralien endete das Zeitalter. Die Erde war danach das gesamte Mesozoikum über eisfrei.

## Gründe
Die Gründe sowohl für den Beginn wie für das Ende des Eiszeitalters sind nicht endgültig verstanden. Es wurden zahlreiche Hypothesen aufgestellt. Da diese sich in den meisten Fällen nicht gegenseitig ausschließen, kann es durchaus sein, dass mehrere dafür in Kombination ausschlaggebend waren.

### Lage des Südpols
Zunächst ist es auffallend, dass Eiszeitalter (zumindest im Phanerozoikum) regelmäßig mit Perioden der Erdgeschichte zusammenfallen, in denen der Pol, hier der Südpol, über einer kontinentalen Landmasse lag, nicht über einem Ozean. Die Lage der Kontinente verschiebt sich aufgrund der Plattentektonik nicht nur relativ zueinander, sondern auch absolut, im Verhältnis zur Erdachse und den daraus abgeleiteten Längen- und Breitengraden. So lag beispielsweise die heutige Landmasse von Mitteleuropa im Karbon in den Tropen und wanderte im Perm nach und nach in die nördlichen Subtropen. Die Lage der Pole in früheren Erdzeitaltern kann rekonstruiert werden, da in Gesteinen magnetische Minerale eingeschlossen sind, die sich bei der Entstehung des Gesteins nach dem Erdmagnetfeld ausgerichtet haben. Ändert das Gesteinspaket später seine Lage, können die nun im festen Gestein eingeschlossenen Kristalle dieser Änderung nicht mehr folgen, ihre Ausrichtung weicht mehr und mehr vom Magnetfeld ab. Voraussetzung  für die Anwendbarkeit ist außerdem, dass das betreffende Gestein exakt datiert werden kann (Geochronologie). Besonders geeignet für die Methodik sind daher über Isotopengeochemie datierbare magmatische Gesteine.
Nach den klassischen Rekonstruktionen lag der Südpol während des gesamten permokarbonischen Eiszeitalters, und auch bereits im vorangehenden Devon, über der kontinentalen Landmasse von Gondwana. Der Kontinent wanderte, mit mehreren markanten Richtungswechseln, grob gesagt von Westen nach Osten über den Pol hinweg, so dass der Südpol nacheinander im heutigen Südamerika, Afrika, Antarktika und Australien lag. Fast genau mit dem Ende des Eiszeitalters wanderte er über den (damaligen) Ostrand von Australien in den Ozean Panthalassa. Trotz zahlreicher Veränderungen im Detail hat sich dieses Bild seither bestätigt. Erklärbar ist damit nicht nur die Existenz des Eiszeitalters. Auch die Lage und Ausdehnung der Vereisungen auf den (heutigen) Kontinenten wird davon erheblich beeinflusst.
Allerdings ist das Modell der Polwanderungen für die Erklärung des Eiszeitalters unter keinen Umständen allein hinreichend. Dies wird schon dadurch deutlich, dass in langen Perioden, in denen der Südpol ebenfalls über dem kontinentalen Gondwana lag, die Erde dennoch soweit erkennbar völlig eisfrei war, oder Vereisungen auf wenige hohe Gebirgsmassive beschränkt blieben, während in anderen Perioden mit unveränderten Ausgangsbedingungen gewaltige Gletscher bis ans Meer gereicht haben. Vermutlich hat die Pollage die Eiszeit ermöglicht und begünstigt, aber nicht direkt ausgelöst.

### Kohlendioxid
Atmosphärenmodelle für den Zeitraum der permokarbonischen Vereisung zeigen einen sehr geringen Gehalt der Erdatmosphäre für Kohlenstoffdioxid, bei gleichzeitig ungewöhnlich hohen Sauerstoffgehalten. Da Kohlenstoffdioxid ein potentes Treibhausgas ist, würde seine Verminderung in der Atmosphäre eine Abkühlung erklären. Da kurzfristige Schwankungen des Gehalts in geologischen Zeiträumen über den Kohlenstoffzyklus, insbesondere den anorganischen Carbonat-Silicat-Zyklus ausgeglichen werden, ist dafür eine markante Störung des Gleichgewichts anzunehmen. Da es keine überzeugenden Hinweise darauf gibt, dass die Produktion von Kohlenstoffdioxid durch vulkanische Tätigkeit im fraglichen Zeitraum vermindert gewesen wäre, müsste es eine größere Festlegung von Kohlenstoff in der Geosphäre gegeben haben, der dadurch dem Kreislauf entzogen worden wäre.
Ein Modell sieht im Wachstum der Steinkohlenwälder selbst den Antrieb der Abkühlung. Die ersten Wälder wuchsen gegen Ende des Devon, gerade in dem Zeitraum der ersten Vereisung. Diese fielen der Biodiversitätskrise am Ende des Devon („Hangenberg-Ereignis“) zum Opfer und wurden wieder durch niedrige, eher strauchige Gewächse abgelöst. Im Karbon und Perm bildeten sich dann die gewaltigen tropischen Steinkohlenwälder, etwa neunzig Prozent der weltweiten Steinkohlenvorräte wurde in diesem Zeitabschnitt gebildet. Torf, und die daraus gebildete Steinkohle, ist naturgemäß festgelegter Kohlenstoff, der dem planetaren Kohlenstoffzyklus entzogen ist (zumindest bis ins Anthropozän). Die Vereisungszyklen und die jeweilige Produktivität der Steinkohlenwälder zeigen eine zeitliche Korrelation, die aber nicht zwingend präzise genug ist, um darin den Hauptfaktor als Antrieb der Vereisungszyklen erklären zu können. Der Kohlenstoffdioxid-Gehalt der Atmosphäre wird, je nach Modell, mit erheblichen, zyklischen, Schwankungen rekonstruiert, deren Minimum in der Größenordnung von 200 bis 300 ppm abgeschätzt wird, wobei einige Autoren zu den jeweiligen Höhepunkten Werte von 100 (±80) ppm für möglich halten. Zum Vergleich: Die heutigen Werte von Kohlenstoffdioxid in der Erdatmosphäre liegen etwas über 400 ppm, im Zustand vor den Eingriffen des Menschen werden sie auf etwa 280 ppm abgeschätzt. Allerdings war im Erdaltertum aufgrund geringfügiger Variationen in der Sonneneinstrahlung der Schwellenwert zum Auslösen einer Vereisung etwas höher als heute.
Andere Forscher sehen andere Gründe als die Bildung der Steinkohle als entscheidend für ein Absenken des Kohlenstoffdioxid-Gehalts der Atmosphäre an. So könnte die variszische Orogenese im Karbon, bei der Gondwana und Euramerika (auch Laurussia genannt) zum Superkontinent Pangaea verschmolzen, durch verstärkte Verwitterung silikatischer Gesteine soviel Kohlenstoff gebunden haben, dass die Temperaturen abfielen.

### Vulkanismus
Die Klimaeffekte von starker vulkanischer Aktivität sind komplex. Eruptionen können große Mengen von Kohlenstoffdioxid freisetzen und so erwärmend wirken. Die Freisetzung von Aerosolen, insbesondere sulfatischen Partikeln, wirkt hingegen über die Abschirmung von Sonnenlicht kühlend. Neben die direkten Wirkungen treten indirekte Effekte, die die direkten in der Größenordnung übertreffen können. Große Massen basaltischer Gesteine, insbesondere Flussbasaltdecken, können bei ihrer Verwitterung enorme Mengen von Kohlenstoffdioxid binden und so eine Abkühlung verursachen. Andererseits können Einflüsse der Magmen auf kohlenstoffreiche oder sulfatische Sedimente durch Freisetzung gebundener Elemente weitaus stärkere indirekte Effekte verursachen als die Magmen selbst.
Nach einem Modell hat ausgedehnter kontinentaler Vulkanismus, der vor allem rhyolithische, saure Eruptivgesteine förderte, durch die große Mengen sulfatischer Aerosole gebildet werden können, möglicherweise direkt zur Abkühlung beigetragen oder diese sogar verursacht. Neben dem Vulkanismus an der kontinentalen Plattengrenze des variszischen Gebirges fällt eine Vulkanprovinz in Westaustralien, in der durch Aufarbeitung alten Krustenmaterials saure Vulkanite gebildet worden sind, in die entsprechende Zeit.

## Forschungsgeschichte
Darüber, ob es auf der Erde in früheren Epochen Eiszeiten gegeben habe, gab es in den Pioniertagen der Geologie eine erbitterte Debatte, die damals noch mit Überlegungen zum Alter der Erde und mit der Sintflut verbunden war. Nachdem die Forscher Karl Friedrich Schimper und, dessen Ideen aufgreifend, Louis Agassiz in den 1840er Jahren für Europa überzeugende Beweise für eine Vergletscherung ausgedehnter heute eisfreier Gebiete geliefert hatten, war der Streit noch Jahrzehnte keineswegs schon entschieden. Dennoch begannen vor allem britische Geologen, die in Europa gewonnenen Erkenntnisse weltweit anzuwenden. So fanden William Thomas Blanford 1856 in Indien (Talchir-Tillite, Orissa), Alfred Richard Cecil Selwyn 1859 in Australien (Inman Valley, South Australia) und Peter Cormack Sutherland 1868 in Südafrika geologische Spuren, die eine frühere Vereisung auch dort bestätigten. Der US-Amerikaner Orville Adalbert Derby ergänzte 1888 entsprechende Befunde in Südamerika (Paraná-Becken, Brasilien). Diese Funde lagen nicht nur in Regionen mit derzeit heißem, teilweise tropischem Klima, sondern erwiesen sich auch als weitaus älter als die entsprechenden europäischen Spuren und Sedimente. In Südafrika bilden die Tillite der teilweise Tausend Meter mächtigen Dwyka-Formation im Karoo-Hauptbecken den südlichsten Nachweis, später wurden aber nördlich bis Angola, Sambia und Tansania entsprechende Funde ergänzt. Für das „Dwyka Konglomerat“ Südafrikas führte Albrecht Penck 1906 den Begriff Tillit in die geologische Fachsprache neu ein.
Dass auf verschiedenen südlichen Kontinenten etwa gleichzeitig Eiszeitalter geologisch nachweisbar waren, fand bereits früh Aufmerksamkeit. Nach den südafrikanischen Funden wurden sie früher als „Karoo-Eiszeit“ zusammengefasst. Die Befunde waren ein wichtiges Element in Alfred Wegeners Argumenten für die Realität einer Polwanderung und der Kontinentalverschiebung. Ihm erschien es wahrscheinlicher, dass die Kontinente ihre Lage verändert hatten, als dass die Klimazonen vergangener Erdzeitalter völlig abweichend von den heutigen Verhältnissen sein sollten. Wegener baute dabei auf den Forschungen des Südafrikaners Alexander Du Toit auf. Schon damals wurde eine Lage des Südpols für die entsprechende Zeit in Südafrika erschlossen. Neben biogeographischen Befunden (vor allem die permokarbonische „Glossopteris-Flora“) dienten auch glaziale Sedimente Eduard Suess als Grundlage für seine Rekonstruktion des Südkontinents „Gondwanaland“ (heute Gondwana).